# Beth

Beth

Beth (בֵּית Bejt) ist der zweite Buchstabe im hebräischen Alphabet. Beth wird im modernen Hebräisch (Ivrit) am Silbenanfang nach Konsonant und am Wortanfang als [b] gesprochen (in punktierter Schreibweise mit einem Punkt (Dagesch) in der Mitte des Buchstabens dargestellt), sonst als [v].
Er hat den Zahlenwert 2.
Die Tora beginnt mit dem Buchstaben ב.

## Geschichte
Das Beth ist ein Konsonant, der sich aus der stilisierten Darstellung des Grundrisses eines Hauses (beth = Haus) herleitet. Aus diesem aramäischen Buchstaben entwickelte sich das griechische Beta, das allerdings durch die Änderung der Schreibrichtung nach rechts ausgerichtet wurde. Daraus entstand wiederum das lateinische B.

## Beispiele
1. בית לחם Bethlehem: „Haus des Brotes“
2. בנימין Benjamin: „Sohn meiner Rechten“
3. בעל Ba’al: „Herr“, „Besitzer“
4. ברוך Baruch, männlicher Vorname: „Gesegneter“
5. ברק Barak, männlicher Vorname: „Blitz“
6. בר־תלמי Bartalmai, Bartholomäus, aramäisches Lehnwort: „Sohn des Talmai“

## Verwendung in der Mathematik
Die mit {\displaystyle \beth } bezeichnete Beth-Funktion wird in der Mengenlehre zur Aufzählung gewisser Kardinalzahlen verwendet.

## Zeichenkodierung
| Unicode Codepoint | U+05D1                  | U+2136                             |
| Unicode-Name      | HEBREW LETTER BET       | BET SYMBOL                         |
| HTML              | (&#1489; oder &#x05D1;) | &beth; (oder &#8502;oder &#x2136;) |
| ISO 8859-8        | 0xE1                    |                                    |
| TeX / LaTeX       |                         | \beth (mit \usepackage{amssymb})   |